# Rachael Bland
Raquel Bland (de soltera Hodges; Cardiff, Gales; 21 de enero de 1978 - Cheshire, Inglaterra; 5 de septiembre de 2018) fue una periodista galesa y presentadora de la cadena de radio BBC Radio 5 Live y BBC North West Tonight. Era conocida por su podcast, You, Me and the Big C (Tú, Yo y el Gran C), que se transmitió mientras estaba enferma de cáncer de mama, y en el que discutió los problemas y el tratamiento de la enfermedad.

## Carrera
Bland nació en Creigiau, Cardiff. Comenzó su carrera presentando boletines de noticias con la estación BBC Local Radio BBC de Wiltshire. Luego se trasladó a BBC Radio 5 Live, al principio leyendo las noticias en el programa de Richard Bacon. Bland comenzó a presentar deportes en televisión, además de actuar como presentador de alivio y fin de semana en el BBC News Channel. Cuando BBC Radio 5 Live se trasladó a MediaCityUK, Salford Quays en 2011, Bland comenzó a presentar en BBC North West Tonight como presentadora de noticias y como presentadora principal de repuesto.

## Vida privada
En septiembre de 2013, se casó con Steve Bland, productor de BBC Radio 5 Live. Tuvieron un hijo juntos, Freddie. Bland compitió como triatleta, entre otras, en la Triatlón de Londres de 2010, recaudando fondos para la asociación caritativa Breast Cancer Care. Completó el Maratón de Londres en varias ocasiones.

## La enfermedad
Bland fue diagnosticada con cáncer de mama triple negativo en noviembre de 2016. En las primeras etapas de su condición, continuó presentando Radio 5 Live, diciendo que preferiría ser conocida como «Rachael la presentadora de noticias» que «Rachael el paciente con cáncer». Fue atacada por trolls de Internet que la acusaron de «no combatir el cáncer lo suficientemente fuerte».
Tras el diagnóstico, Bland comenzó a presentar el podcast podcast de la BBC You, Me and the Big C para concienciar sobre el cáncer, discutir la enfermedad con famosos y brindar consejos sobre cómo sobrellevarla. El podcast presentó a Deborah James y Lauren Mahon, otros pacientes con cáncer, y se hizo popular por su discusión sobre el cáncer, con la aparición regular de expertos médicos. Presentaba el humor de autocrítica del trío para hacer frente a su situación; cuando Bland anunció que no estaba segura de poder sobrevivir hasta el final de la serie, James replicó: «Cállate, Rachael, deja de ser tan dramática».
A principios de 2018, participó en un ensayo clínico experimental en el Christie NHS Foundation Trust, Mánchester, que esperaba que impidiera o pospusiera el cáncer. Esto no tuvo éxito y en mayo anunció que su cáncer se había extendido y ahora era incurable. Esperaba que el tratamiento clínico aún estuviera disponible para poder vivir más tiempo. Continuó blogueando y publicando You, Me and the Big C, con la esperanza de que su hijo tuviese suficientes recuerdos suyos. Hacia el final de su vida, anunció que había escrito sus memorias y esperaba que fueran publicadas algún día. En junio, se creó un sitio de micromecenazgo para permitirle tener unas vacaciones familiares mientras pudiera.

## Fallecimiento
En agosto de 2018, Bland anunció que le quedaba menos de un año de vida. El 3 de septiembre, anunció en su cuenta de Twitter que su «hora había llegado», y que solo le quedaban unos días de vida. Murió dos días más tarde a la edad de 40. You, Me and the Big C se posicionó en el número uno en la lista de éxitos de podcasts de iTunes durante esa semana. Familia y amigos le rindieron homenaje, incluyendo Dan Walker, Kelly Holmes, el ex-canciller del Exchequer, George Osborne y Charlie Simpson, integrante de la banda Busted. El Secretario de Sanidad, Matt Hancock, dijo: «su legado es un testimonio de cuánto más tenemos que hacer para vencer esta terrible enfermedad». Su compañero de podcast pretende continuar con su emisión.